# 加德博東山
46°07′15″N 7°35′50″E / 46.120833°N 7.597222°E

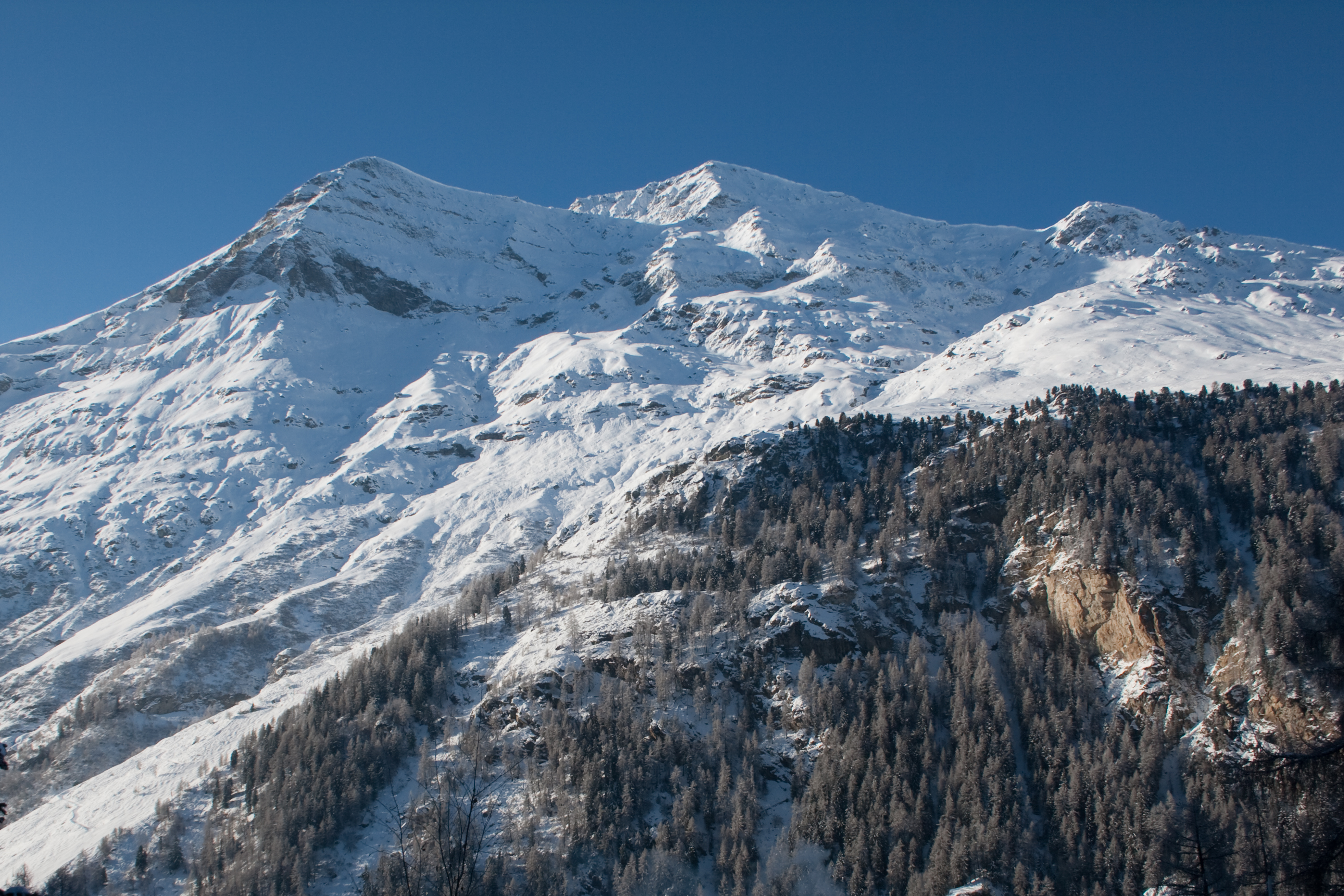

加德博東山（Garde de Bordon），是瑞士的山峰，位於該國西南部，由瓦萊州負責管轄，屬於本寧阿爾卑斯山脈的一部分，海拔高度3,310米，每年平均降雨量1,585毫米。